# فقط همسایه و بس
فقط همسایه و بس (انگلیسی: Just Neighbors) یک فیلم کمدی صامت کوتاه آمریکایی است که در سال ۱۹۱۹ منتشر شد.

## بازیگران
- هارولد لوید
- اسناب پالرد
- ببه دنیلز
- سمی بروکس
- هلن گیلمور
- مارگارت جاسلین
- ماری موسکینی
- گاس لئونارد
- گیلورد لوید
- چارلز استیونسون
- نوآ یانگ